# Ophiomyia nasuta
Ophiomyia nasuta este o specie de muște din genul Ophiomyia, familia Agromyzidae, descrisă de Axel Leonard Melander în anul 1913. Conform Catalogue of Life specia Ophiomyia nasuta nu are subspecii cunoscute.